# Lophuromys
Lophuromys — рід родини мишевих (Muridae), поширених в Африці на південь від Сахари. Вони характеризуються незвичайним для мишей забарвленням і щетинистою шерстю.

## Етимологія
дав.-гр. λόφος — «гребінь», οὐρά — «хвіст», μῦς — «миша».

## Опис

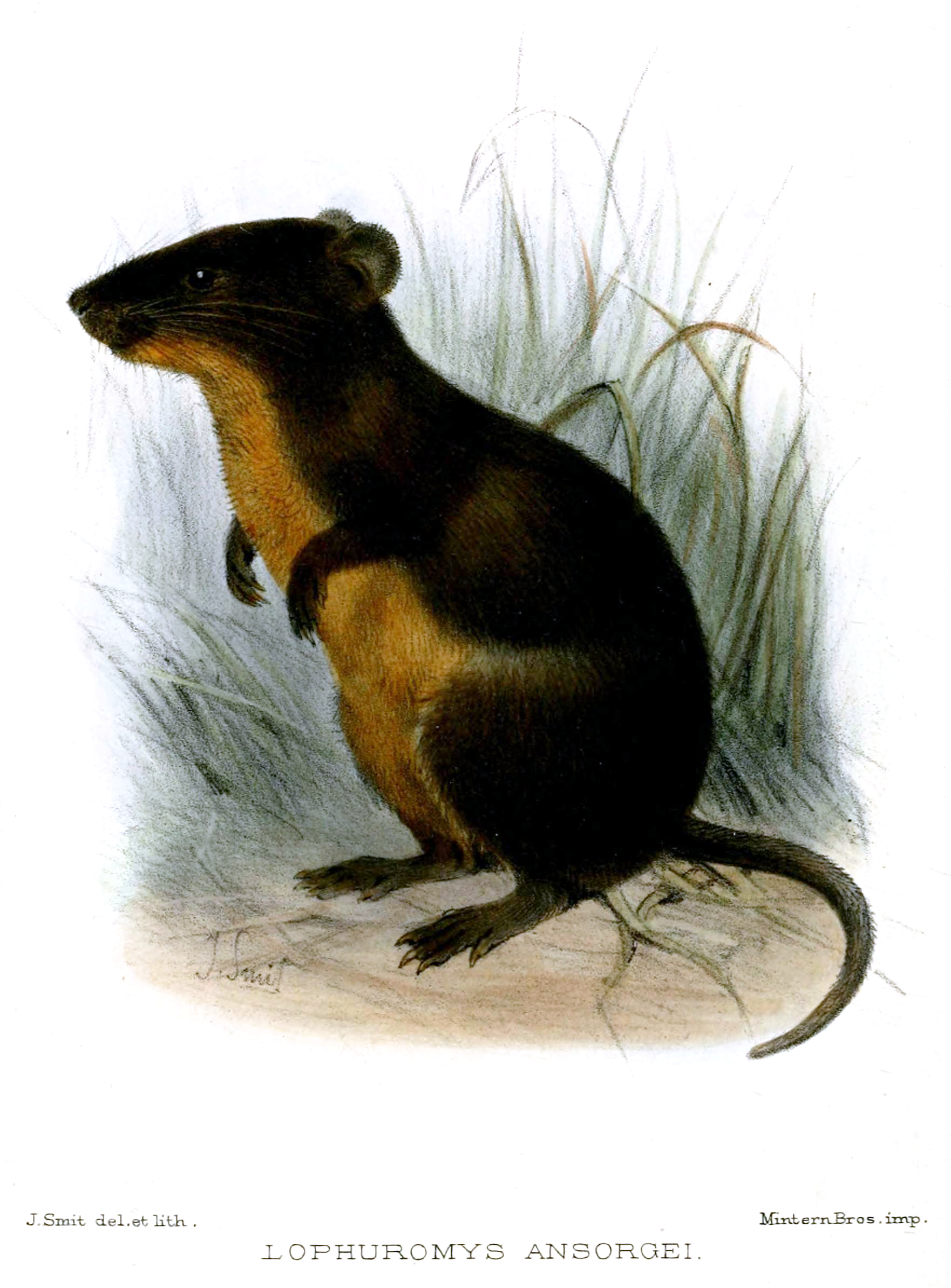
Lophuromys ansorgei

Lophuromys мають довжину голови й тулуба від 84 до 165 мм, довжина хвоста від 24 до 148 мм і вагою до 101 грамів. Це кремезні мишеві з відносно короткими ногами. На передніх лапах 5 пальців, при цьому мізинець сильно зменшений. Мають унікальні, жорсткі волоски, які складають їх волосяний покрив. Хутро, як правило, довге, блискуче і густе; забарвлення варіюється залежно від виду, від зеленувато-коричневого до сірого і темно-коричневого. Деякі види мають майже пурпуровий відтінок на шерсті, інші можуть бути плямисті. Нижня сторона іржавого, помаранчевого, коричневого або кремового забарвлення. Хвіст легко ламається і може бути втрачений, щоб тварина могла втекти. Хвіст не відновлюється. Шкіра легко рветься, особливо в стратегічних позиціях, таких як комір. Справді, якщо тварина буде схоплена за комір, вона здатна звільнитися, залишаючи за собою ділянку шкіри, що містять волосся і епідерміс. Зубна формула: 1/1, 0/0, 0/0, 3/3 = 16.

## Поширення
Живуть в Африці південніше Сахари. Вимагають вологих районах і, можливо, трав. 

## Звички
Вони, здається, більше живляться тваринною речовиною, ніж більшість мишевих. Частка матеріалу тваринного походження в раціоні коливається від 40 до 100% залежно від виду. Їжа складається з мурах, інших комах, інших безхребетних, невеликих хребетних, падла і рослинного матеріалу. 
Lophuromys одиночні і, як повідомляється, борються, коли їх помістити разом. Живе протягом 3 років у полоні.

## Види
1. Lophuromys angolensis
2. Lophuromys ansorgei
3. Lophuromys aquilus
4. Lophuromys brevicaudus
5. Lophuromys brunneus
6. Lophuromys chercherensis
7. Lophuromys chrysopus
8. Lophuromys cinereus
9. Lophuromys dieterleni
10. Lophuromys dudui
11. Lophuromys eisentrauti
12. Lophuromys flavopunctatus
13. Lophuromys huttereri
14. Lophuromys kilonzoi
15. Lophuromys laticeps
16. Lophuromys luteogaster
17. Lophuromys machangui
18. Lophuromys makundii
19. Lophuromys margarettae
20. Lophuromys medicaudatus
21. Lophuromys melanonyx
22. Lophuromys menageshae
23. Lophuromys nudicaudus
24. Lophuromys pseudosikapusi
25. Lophuromys rahmi
26. Lophuromys rita
27. Lophuromys roseveari
28. Lophuromys sabunii
29. Lophuromys sikapusi
30. Lophuromys simensis
31. Lophuromys stanleyi
32. Lophuromys verhageni
33. Lophuromys woosnami
34. Lophuromys zena